# Føns (plaats)
Føns is een plaats in de Deense regio Zuid-Denemarken, gemeente Middelfart. De plaats telt ca. 200 inwoners (2008).
Føns werd voor het eerst genoemd in koning Valdemar's Jordebog uit 1231 onder de naam Fyunnæs, waarbij het eerste deel verwijst naar fynbo en het laatste deel næs duidt op een groot voorgebergte aan de kust.